# Amber Michaels
Amber Michaels, (Bamberg, 17 november 1968), is het pseudoniem van een Amerikaanse pornoster en fetishmodel.
In vergelijking met andere pornosterren, begon Michaels laat met haar carrière; ze was bijna 30 toen ze in haar eerste pornofilm meespeelde. In 1998 begon ze met kleinschalige films en al snel werd ze gevraagd voor de wat grotere films. Ze heeft de reputatie overal voor in te zijn, tezamen met haar lange blonde haar en haar figuur maakt dat ze een veelgevraagd actrice is.
Haar sterrenbeeld is schorpioen, en ze heeft een tatoeage van een schorpioen in haar schaamstreek.

## Selectieve filmografie
- Ass Worship # 2
- Dream Quest
- Decadent Divas # 9
- Perverted the Teacher
- Guilty Pleasures
- His Eyes Only
- All About Ass # 5
- Ass Backwards
- American Cocksucking Championship # 8
- Stuffed # 2